# オリヴァー・ゴールドスティック
オリヴァー・ゴールドスティック（Oliver Goldstick、1961年1月9日 - ）は、アメリカ合衆国の脚本家。

## 作品
- プリティ・リトル・ライアーズ